# Villa Sara
Villa Sara ist eine Ortschaft in Uruguay.

## Geographie
Sie befindet sich auf dem Gebiet des Departamento Treinta y Tres in dessen Sektor 7. Sie liegt, lediglich getrennt durch den dort verlaufenden Río Olimar Grande, südwestlich der Departamento-Hauptstadt Treinta y Tres und des diese umgebenden Ejido de Treinta y Tres in der Cuchilla de Palomeque.

## Infrastruktur
Durch Villa Sara führt die Ruta 8, auf die hier die Ruta 19 trifft. Die Ruta 8 stellt per Brückenverbindung über den Río Olimar den Anschluss in verkehrsinfrastrukturieller Hinsicht an die Departamento-Hauptstadt her.
In Villa Sara befindet sich seit 1998 der regionale Sitz des Nationalen Agrarforschungsinstituts Instituto Nacional de Investigación Agropecuaria (INIA) Treinta y Tres. Mit der Escuela Nº 28 Agustín Ferreiro verfügt Villa Sara auch über eine öffentliche Schule.

## Einwohner
Villa Sara hatte bei der Volkszählung im Jahre 2011 1.199 Einwohner, davon 593 männliche und 606 weibliche.
| Jahr | Einwohner |
| ---- | --------- |
| 1963 | 152       |
| 1975 | 635       |
| 1985 | 635       |
| 1996 | 972       |
| 2004 | 1.056     |
| 2011 | 1.199     |